# Siège du fort de Médine
 (juillet 2023).
Si vous disposez d'ouvrages ou d'articles de référence ou si vous connaissez des sites web de qualité traitant du thème abordé ici, merci de compléter l'article en donnant les références utiles à sa vérifiabilité et en les liant à la section « Notes et références ».
Pour les articles homonymes, voir Siège de Médine.
Campagne du Soudan
Le siège du fort de Médine eut lieu en 1857 à Médine, dans l’actuel Mali, et opposa les troupes françaises commandées par le général Faidherbe, gouverneur du Sénégal, aux guerriers toucouleurs d'El Hadj Oumar Tall.

## Contexte historique
Poussée par la rivalité de son puissant voisin le Royaume-Uni, la France avait l'ambition de créer un empire colonial dans l'ouest de l'Afrique. Une première tranche de crédit pour la ligne de chemin de fer de Dakar au Niger qui formera la « colonne vertébrale » avait été votée l'année précédente par le pouvoir législatif. 
L'armée et ses tirailleurs avaient déjà fait une partie du travail : forçant son chemin vers l'est, elle avait réussi à établir une série de forts (dont celui de Médine construit en 1855 sous la direction de Faidherbe), ainsi qu'une ligne télégraphique, acheminant troupes et canons par les fleuves, sur des navires à vapeur apportés en pièces détachées au début des voies navigables.

## Bataille
L'armée toucouleure comptait de 20 000 à 25 000 hommes armés de fusils et elle fit le siège du fort de Médine, le plus avancé. Le siège dura 97 jours, durant lesquels, à chaque assaut, les assiégeants laissèrent des centaines de cadavres au pied du mur du fort. Rapidement, les monceaux de corps en putréfaction empestèrent la garnison. Le 18 juillet 1857, les militaires et les quelque 7 000 habitants du village allié relié au fort n'eurent plus rien à manger. Le commandant, le sergent Desplat, à court de munitions, prépara des grenades pour se faire sauter « quand il verrait l'ennemi dans la place ».
C'est alors que surgit Faidherbe lui-même, à bord d'un bateau à vapeur transportant « 500 combattants, dont 100 Blancs ». À quelques kilomètres, le navire fut bloqué par des hauts-fonds. Faidherbe clama : « Le devoir est de périr ou de sauver Médine. » On « surchargea les soupapes de sûreté et on poussa les feux ». Le bateau s'arracha. La garnison fut sauvée.
Le fort de Médine était commandé par Paul Holle commandant civil du poste. Il fut décoré de la Légion d'honneur par le Général Faidherbe venu à son secours et une plaque à Médine rappelle son action.

## Le siège dans la littérature
Dans son livre Cinq Semaines en ballon, Jules Verne évoque l'exploit de Paul Holle.